# Pentarhopalopilia madagascariensis
Pentarhopalopilia madagascariensis là một loài thực vật có hoa trong họ Opiliaceae. Loài này được (Cavaco & Keraudren) Hiepko mô tả khoa học đầu tiên năm 1987.